# Чемпіонат Європи із самбо 2019
XXXVIII чемпіонат Європи із самбо проходив з 17 по 19 травня 2019 року у місті Хіхон (Іспанія). 238 спортсменів з 29 країн розіграли 27 комплектів нагород.
За словами президента Європейської федерації самбо Сергія Єлисеєва: «Місцем проведення чемпіонату Європи обрано Хіхон, і це не випадково — 20 років тому там проходив чемпіонат світу із самбо. У Хіхоні є гарна школа самбо, там зберігають традиції нашого виду спорту… Оргкомітет турніру запропонував чудову інфраструктуру. Зокрема, для проведення турніру виділено гарну залу, в кроковій доступності від якої знаходиться готель для спортсменів та гостей турніру — все продумано та зручно».

## Загальний медальний залік
*   Країна-господарка ( Іспанія)
| Місце               | Країна                   | Золото | Срібло | Бронза | Загалом |
| ------------------- | ------------------------ | ------ | ------ | ------ | ------- |
| 1                   | Росія (RUS)              | 16     | 4      | 2      | 22      |
| 2                   | Україна (UKR)            | 4      | 6      | 10     | 20      |
| 3                   | Грузія (GEO)             | 3      | 2      | 2      | 7       |
| 4                   | Білорусь (BLR)           | 1      | 5      | 6      | 12      |
| 5                   | Вірменія (ARM)           | 1      | 4      | 2      | 7       |
| 6                   | Румунія (ROM)            | 1      | 1      | 0      | 2       |
| 7                   | Франція (FRA)            | 1      | 0      | 3      | 4       |
| 8                   | Молдова (MDA)            | 0      | 2      | 2      | 4       |
| 9                   | Болгарія (BUL)           | 0      | 1      | 5      | 6       |
| 10                  | Іспанія (ESP)            | 0      | 1      | 4      | 5       |
| 11                  | Латвія (LAT)             | 0      | 1      | 0      | 1       |
| 12                  | Хорватія (CRO)           | 0      | 0      | 3      | 3       |
| 13                  | Ізраїль (ISR)            | 0      | 0      | 2      | 2       |
| 13                  | Італія (ITA)             | 0      | 0      | 2      | 2       |
| 13                  | Азербайджан (AZE)        | 0      | 0      | 2      | 2       |
| 13                  | Литва (LTU)              | 0      | 0      | 2      | 2       |
| 13                  | Сербія (SRB)             | 0      | 0      | 2      | 2       |
| 18                  | Нідерланди (NED)         | 0      | 0      | 1      | 1       |
| 18                  | Північна Македонія (MKD) | 0      | 0      | 1      | 1       |
| 18                  | Словаччина (SVK)         | 0      | 0      | 1      | 1       |
| 18                  | Угорщина (HUN)           | 0      | 0      | 1      | 1       |
| Загалом (21 збірна) | Загалом (21 збірна)      | 27     | 27     | 53     | 107     |

## Медалісти

### Чоловіки
| Вагова категорія | Золото                    | Срібло                    | Бронза                                               |
| ---------------- | ------------------------- | ------------------------- | ---------------------------------------------------- |
| до 52 кг         | Тигран Кіракосян Вірменія | Євгеній Єрьомін Росія     | Левані Берберашвілі Грузія Насімі Умбаєв Азербайджан |
| до 57 кг         | Володимир Гладких Росія   | Григор Мхітарян Вірменія  | Борислав Янаков Болгарія Іраклій Купатадзе Грузія    |
| до 62 кг         | Торнік Човелідзе Грузія   | Максим Манукян Вірменія   | Томер Голомб Ізраїль Тагір Тагіров Росія             |
| до 68 кг         | Міндіа Лілуашвілі Грузія  | Михайло Воробйов Росія    | Рафік Манукян Вірменія Владислав Саяпін Білорусь     |
| до 74 кг         | Максим Юдін Росія         | Степан Попов Білорусь     | Ашот Мартиросян Болгарія Артур Саркісян Україна      |
| до 82 кг         | Сергій Кирюхін Росія      | Ваган Чалян Вірменія      | Алессіо Мічелі Італія Олександр Хрулик Білорусь      |
| до 90 кг         | Давид Оганісян Росія      | Кристіан Бодирлау Румунія | Ярослав Давидчук Україна Містраль Янссен Нідерланди  |
| до 100 кг        | Дмитро Єлисеєв Росія      | Віктор Решко Латвія       | Алєксєй Моісєєв Україна Сергій Лесяк Білорусь        |
| понад 100 кг     | Даніель Натя Румунія      | Бека Бердзенішвілі Грузія | Андрій Волков Росія Владімір Гажич Сербія            |

### Жінки
| Вагова категорія | Золото                    | Срібло                       | Бронза                                             |
| ---------------- | ------------------------- | ---------------------------- | -------------------------------------------------- |
| до 48 кг         | Марія Молчанова Росія     | Крістіна Касас Іспанія       | Цвєтеліна Цвєтанова Болгарія Мілена Войцяк Франція |
| до 52 кг         | Віра Лоткова Росія        | Пауліна Єсану Молдова        | Марина Жарська Білорусь Анастасія Новікова Україна |
| до 56 кг         | Лора Фурньє Франція       | Маріана Донос Молдова        | Тена Сікіч Хорватія Христина Бондар Україна        |
| до 60 кг         | Яна Шевченко Росія        | Катерина Прокопенко Білорусь | Орор Кабан Франція Анастасія Шевченко Україна      |
| до 64 кг         | Тетяна Мацко Білорусь     | Валерія Анісімова Росія      | Олена Сайко Україна Аліса Перін Італія             |
| до 68 кг         | Ганна Антикало Україна    | Ольга Намазова Білорусь      | Люсія Бабіч Хорватія Івана Яндріч Сербія           |
| до 72 кг         | Наталія Смаль Україна     | Галина Амбарцумян Росія      | Вікторія Бологан Молдова Карина Шут Білорусь       |
| до 80 кг         | Галина Ковальська Україна | Ніно Одзелашвілі Грузія      | Іліна Стоянова Болгарія Паула Мартінес Іспанія     |
| понад 80 кг      | Елене Кебадзе Грузія      | Анастасія Сапсай Україна     | Марія Кондратьєва Білорусь Евадна Уекас Іспанія    |

### Бойове самбо
| Вагова категорія | Золото                   | Срібло                      | Бронза                                                 |
| ---------------- | ------------------------ | --------------------------- | ------------------------------------------------------ |
| до 52 кг         | Володимир Ламанов Росія  | Джон Балаян Вірменія        | Віталій Добрянський Україна                            |
| до 57 кг         | Мухтар Гамзаєв Росія     | Богдан Бабенко Україна      | Погос Бадалян Вірменія Аарон Анейрос Іспанія           |
| до 62 кг         | Федір Дуриманов Росія    | Андрій Кучеренко Україна    | Тимур Андрес Молдова Якуб Бабіяр Словаччина            |
| до 68 кг         | Альберт Шангараєв Росія  | Василь Остапець Білорусь    | Бачукі Багішвілі Україна Таріель Абассов Ізраїль       |
| до 74 кг         | Загід Гайдаров Росія     | Вадим Бурчак Україна        | Міндаугас Верзбіцкас Литва Міхаіл Ніколов Болгарія     |
| до 82 кг         | Владислав Руднєв Україна | Євгеній Алексієвич Білорусь | Бахтіяр Аббасов Азербайджан Дежан Гунявіч Хорватія     |
| до 90 кг         | Роман Єгоров Росія       | Петро Давиденко Україна     | Луї Лорен Франція Георгій Козак Угорщина               |
| до 100 кг        | Хадіс Ібрагімов Росія    | Денислав Златєв Болгарія    | Едуардо Рієго Іспанія Анатолій Волошинов Україна       |
| понад 100 кг     | Кирило Сидельников Росія | Віталій Гребенюк Україна    | Бобан Данов Північна Македонія Еймантас Вайкасас Литва |